# Hwasan-dong, Hwaseong
Hwasan-dong (koreanska: 화산동) är en stadsdel i kommunen Hwaseong i provinsen Gyeonggi i den nordvästra delen av Sydkorea,  40 km söder om huvudstaden Seoul.